# Aglaosoma variegata
Aglaosoma variegata är en fjärilsart som beskrevs av Walker. Aglaosoma variegata ingår i släktet Aglaosoma och familjen tandspinnare. Inga underarter finns listade i Catalogue of Life.

## Bildgalleri

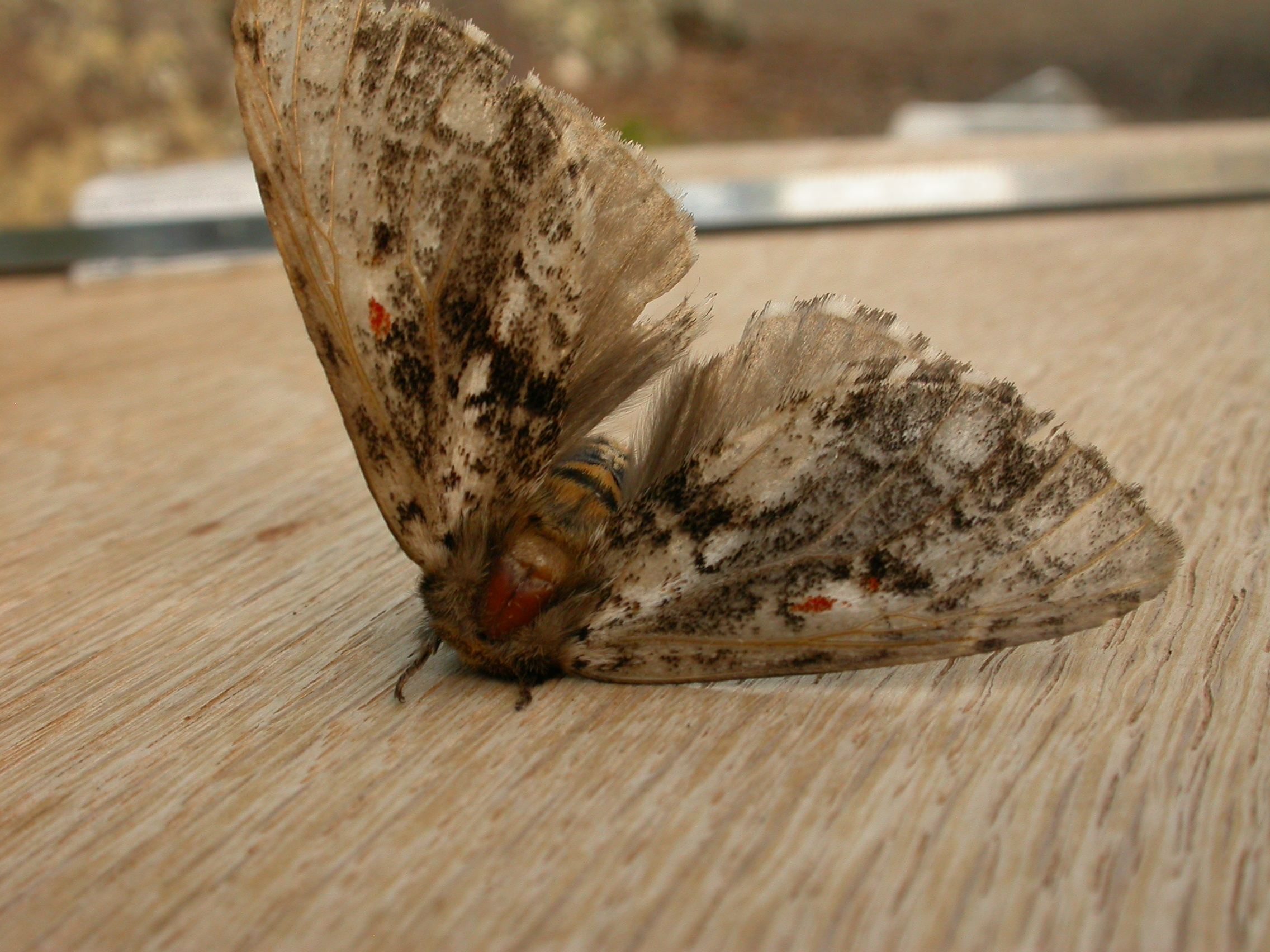
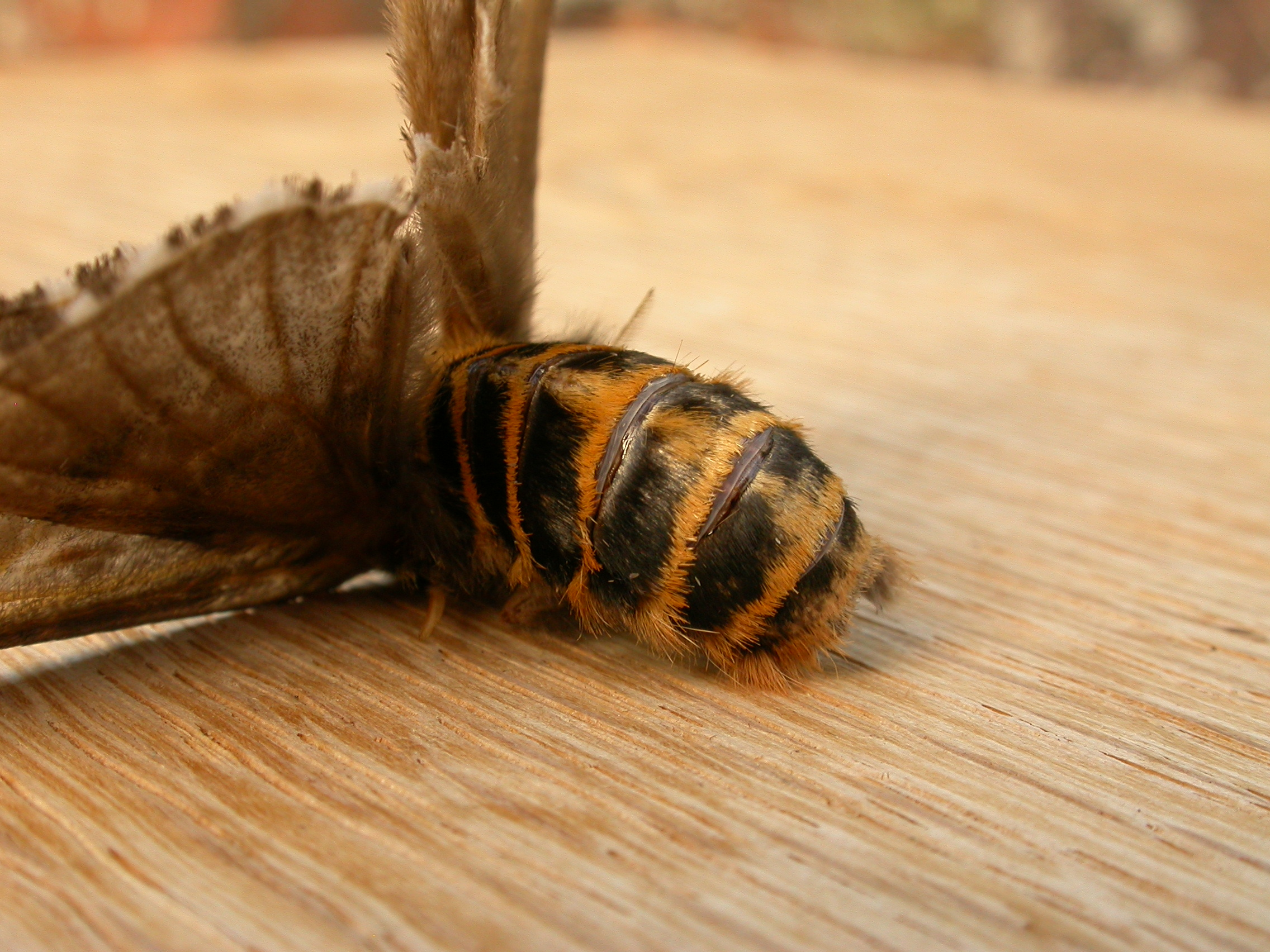